# Pépé från Marseille
Pépé från Marseille (originaltitel: Pépé le Moko) är en fransk film från 1937 i regi av Julien Duvivier, med Jean Gabin i huvudrollen.

## Medverkande i urval
- Jean Gabin – Pépé le Moko
- Gabriel Gabrio – Carlos
- Mireille Balin – Gaby Gould
- Saturnin Fabre – Le Grand Père
- Fernand Charpin – Régis
- Lucas Gridoux – Inspecteur Slimane
- Gilbert Gil – Pierrot
- Marcel Dalio – L'Arbi
- Charles Granval – Maxime
- Gaston Modot – Jimmy
- René Bergeron – Inspecteur Meunier
- Paul Escoffier – Chief Inspecteur Louvain
- Roger Legris – Max
- Jean Témerson – Gravèr
- Robert Ozanne – Gendron
- Philippe Richard – Janvier
- Georges Péclet – Barsac
- Line Noro – Inès
- Fréhel – Tania
- Olga Lord – Aïcha
- Renée Carl – La mère Tarte